# 고카하마촌
고카하마촌(五ヶ浜村)은 니가타현 니시칸바라군에 설치되었던 촌이다.